# Isthme
Pour l’article ayant un titre homophone, voir Isme.
Pour les articles homonymes, voir Isthme (homonymie).

Diagramme simplifié.

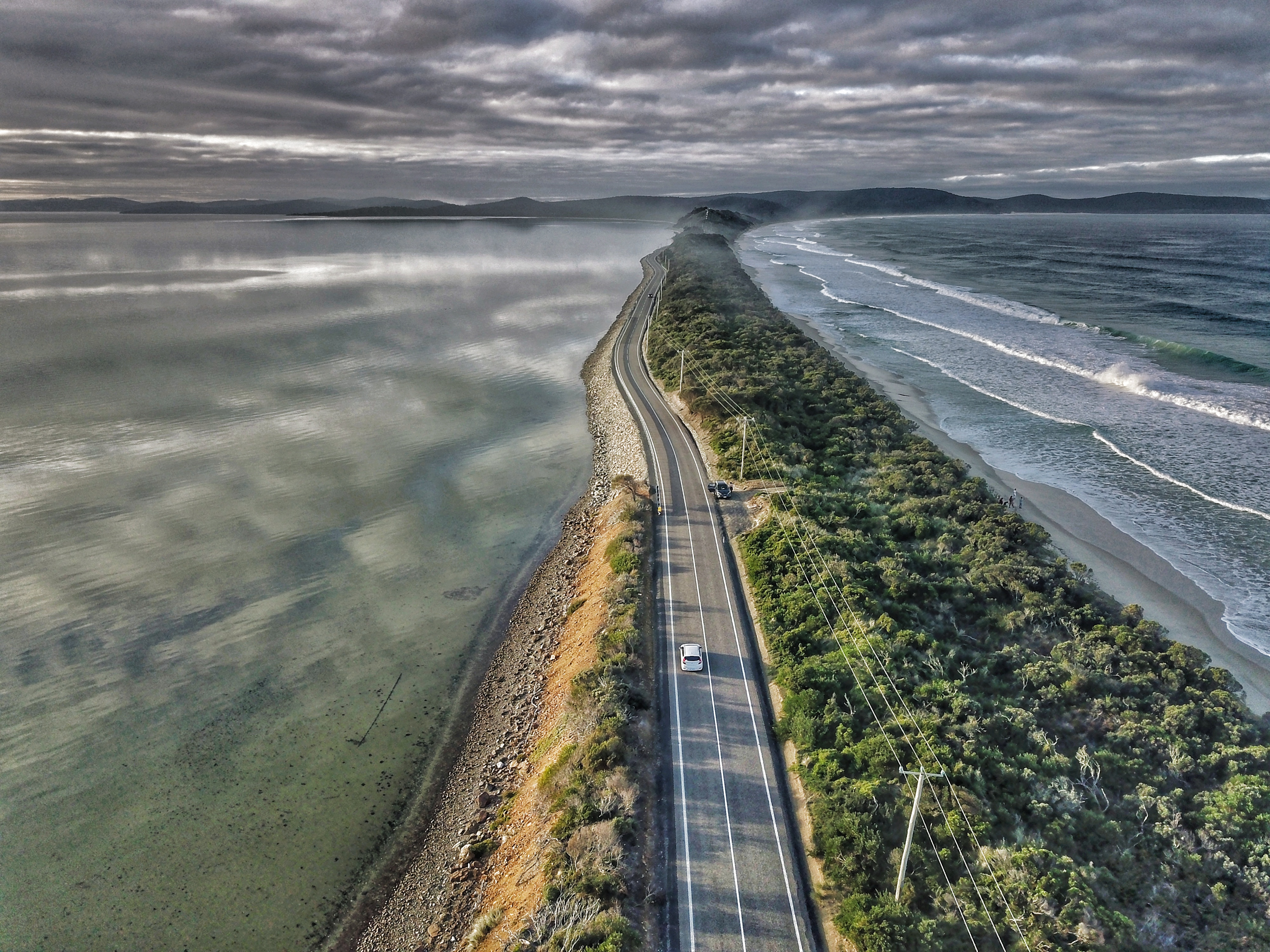
Vue aérienne de l'isthme Saint-Aignant, au sud de la Tasmanie.

Un isthme est une étroite bande de terre, entre deux mers ou deux golfes, qui réunit deux grandes étendues de terre. Si la bande de terre est sableuse, elle est nommée tombolo. Quand cette bande est recouverte à marée haute, on parle d'« isthme submersible ». Le mot « isthme » se prononce « isme », le th étant muet.
L’équivalent maritime de l'isthme est le détroit : alors qu'un isthme relie deux étendues de terre entre deux étendues d'eau, un détroit relie deux étendues d'eau entre deux étendues de terre.

## Isthmes notables

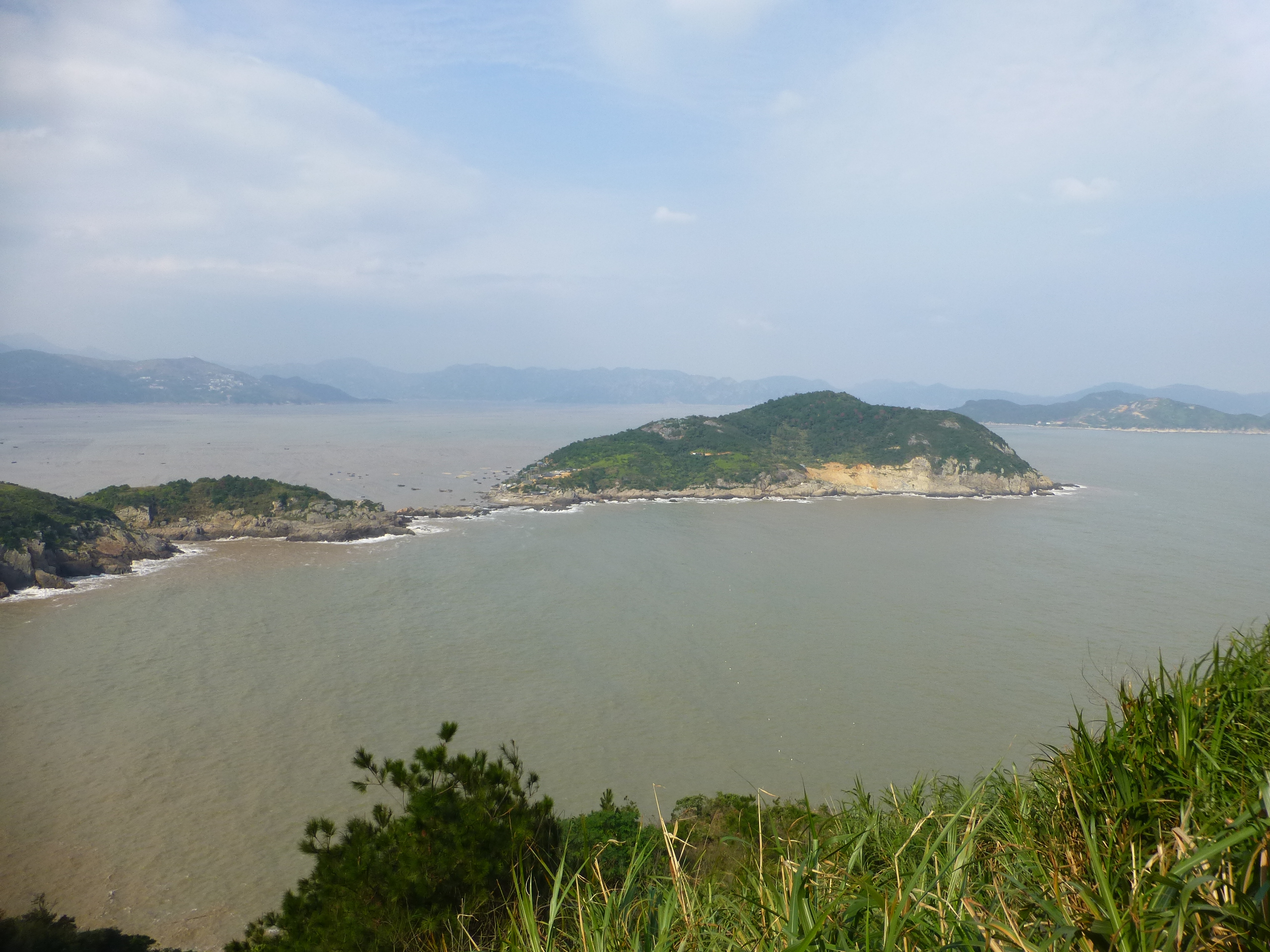
La péninsule Damenshan, liée au continent par un isthme rocheux étroit (xian de Cangnan, Zhejiang, Chine).

Le plus connu des isthmes est sans doute l'isthme de Panama, qui relie l'Amérique du Nord à l'Amérique du Sud. Cette bande de terre est longue de 2 000 km et large de 300 km au nord et de 30 km à Panama.

L'isthme de Perekop entre le golfe de Karkinit et la mer d'Azov.

D'autres isthmes sont notoirement connus, notamment :
- l'isthme de Corinthe, en Grèce, le premier isthme à être appelé ainsi ;
- l'isthme de Suez, en Égypte, entre l'Afrique et le Sinaï ;
- l'isthme de Stradun, signifiant « rue principale », (ou ex-"isthme de Dubrovnik"), en Croatie, qui a connecté Laus et Dubrava en une seule ville ;
- l'isthme de Courlande, sur les côtes de la Lituanie et de la Russie (exclave de Kaliningrad) ;
- l'isthme de Kra, qui relie la péninsule malaisienne à l'Asie continentale ;
- l'isthme d'Avalon au Canada, qui sépare l'île principale de Terre-Neuve de la péninsule d'Avalon où se trouve la capitale St. John's (Terre-Neuve-et-Labrador) ;
- l'isthme de Taravao, à Tahiti ;
- l'isthme de Tehuantepec, au Mexique ;
- l'isthme de Carthage, en Tunisie ;
- l'isthme « El trabucador », en Espagne, dans le delta de l'Èbre ;
- l'Isthme de Miquelon-Langlade, à Saint-Pierre-et-Miquelon ;
- l'isthme du Cap-Vert, au Sénégal, qui relie la presqu’île du Cap-Vert au continent, au niveau de Pikine ;
- l'isthme de Perekop, en Ukraine, qui la relie à la Crimée.

### En France

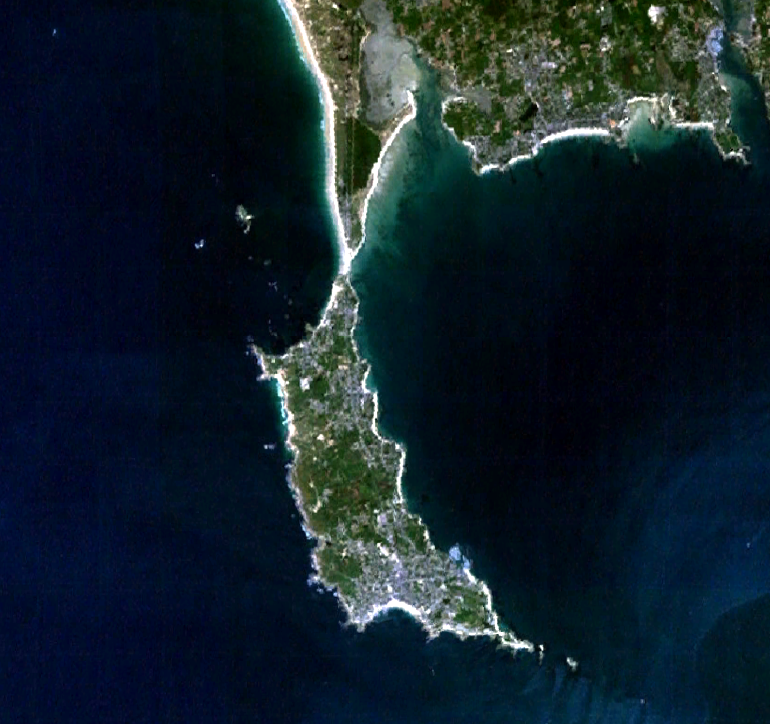
Photographie satellite de la presqu'île de Quiberon.

La France métropolitaine possède quatre façades maritimes (mer du Nord, Manche, océan Atlantique, Méditerranée). On dit parfois que c'est un isthme de grande dimension, reliant la péninsule Ibérique au reste de l'Europe continentale. Plus exactement, les Pyrénées forment un isthme entre le golfe de Gascogne (Atlantique) et le golfe du Lion (Méditerranée). Parmi les isthmes français figurent :
- l'isthme de Penthièvre, pour accéder à la presqu'île de Quiberon ;
- le double tombolo de la presqu'île de Giens ;
- l'isthme de Miquelon-Langlade.

## Anciens isthmes
Par des indices géologiques ou des archives historiques, il est possible d'identifier des isthmes aujourd'hui disparus à la suite de phénomènes météorologiques (cyclones, tempêtes) ou climatiques (montée des eaux), notamment :
- l'isthme de l'archipel du pont d'Adam reliant l'Inde à l'île de Ceylan, l'actuel Sri Lanka : une violente tempête survenue en 1480 l'a partiellement détruit, créant les bancs de sable qui constituent les îles de l'archipel et qui séparent le golfe de Mannar du détroit de Palk.

## Usage des isthmes
Les isthmes sont des lieux stratégiques pour construire des canaux. Le canal de Panama, qui relie l'océan Atlantique et l'océan Pacifique, réduit considérablement la durée des trajets maritimes entre les côte est et ouest de l'Amérique. Le canal de Suez mentionné précédemment en est encore un exemple puisqu'il permet de relier l'Europe et l'Asie sans avoir besoin de contourner l'Afrique. L'isthme Ponto-Baltique, situé entre la mer Baltique et la mer Noire, a longtemps constitué un axe commercial majeur entre le Bassin méditerranéen et l'Europe du Nord (route commerciale des Varègues aux Grecs) ainsi qu'une route migratoire importante entre l'Eurasie continentale et la péninsule Européenne (migration des Huns, migration des Magyars). L'isthme de Corinthe est traversé par le canal de Corinthe qui relie le golfe de Corinthe, dans la mer Ionienne, à l'ouest, au golfe Saronique, dans la mer Égée, à l'est.